# Феникс (Илиада)
Вижте пояснителната страница за други значения на Феникс.
Фе́никс или Фо́йникс (на старогръцки: Φοῖνιξ) е персонаж от древногръцката митология, син на Аминтор, верен приятел на Пелей.
Участник е в Калидонския лов. Според Омир е проклет от баща си да остане безплоден, след като съблазнява Клития, наложницата на баща си. Според други разкази е ослепен от баща си, след като е лъжливо обвинен от наложницата на баща си, че я е съблазнил. За да се спаси, Феникс бяга от баща си при Пелей. Кентавърът Хирон му връща зрението, а Пелей го прави цар на долопите.
С долопите участва в похода към Троя. Според Хигин Феникс води към Троя 50 кораба.
В Илиада Феникс е един от водачите на мирмидонците под предводителството на Ахил.